# Gürün (district)
Gürün is een Turks district in de provincie Sivas en telt 21.788 inwoners (2007). Het district heeft een oppervlakte van 2717,3 km². Hoofdplaats is Gürün.
De bevolkingsontwikkeling van het district is weergegeven in onderstaande tabel.
| 1997   | 2000   | 2007   |
| ------ | ------ | ------ |
| 25.972 | 26.742 | 21.788 |